# Natawat Iamudom
Natawat Iamudom (thailändisch ณัฐวัฒน์ เอี่ยมอุดม, * 17. Februar 2003) ist ein thailändischer Leichtathlet, der sich auf den Sprint spezialisiert hat. 2023 wurde er Asienmeister in der 4-mal-100-Meter-Staffel.

## Sportliche Laufbahn
Erste internationale Erfahrungen sammelte Natawat Iamudom im Jahr 2022, als er bei den U20-Weltmeisterschaften in Cali mit der thailändischen 4-mal-100-Meter-Staffel mit 42,09 s im Vorlauf ausschied. Im Jahr darauf siegte er mit der Staffel in 38,55 s gemeinsam mit Soraoat Dapbang, Chayut Khongprasit und Puripol Boonson bei den Asienmeisterschaften in Bangkok und stellte damit einen neuen Meisterschafts- und Landesrekord auf. Zudem erreichte er über 100 Meter das Halbfinale, ging dort aber nicht mehr an den Start. Im August gewann er bei den World University Games in Chengdu in 38,80 s die Silbermedaille hinter dem chinesischen Team und im Oktober belegte er bei den Asienspielen in Hangzhou in 38,81 s den vierten Platz. Bei den World Athletics Relays 2024 in Nassau verpasste er mit der 4-mal-100-Meter-Staffel eine Direktqualifikation für die Olympischen Spiele in Paris und im Jahr darauf verpasste er bei den World Athletics Relays in Guangzhou einen Startplatz bei den Weltmeisterschaften in Tokio. Anschließend gewann er bei den Asienmeisterschaften in Gumi in 38,78 s gemeinsam mit Thawatchai Himaiad, Chayut Khongprasit und Puripol Boonson die Silbermedaille hinter dem südkoreanischen Team. Anschließend belegte er mit der Staffel bei den World University Games in Bochum in 39,34 s den fünften Platz.
2025 wurde Natawat thailändischer Meister im 100-Meter-Lauf.

## Persönliche Bestleistungen
- 100 Meter: 10,45 s (+1,1 m/s), 28. November 2022 in Pathum Thani